# Casa del Lector

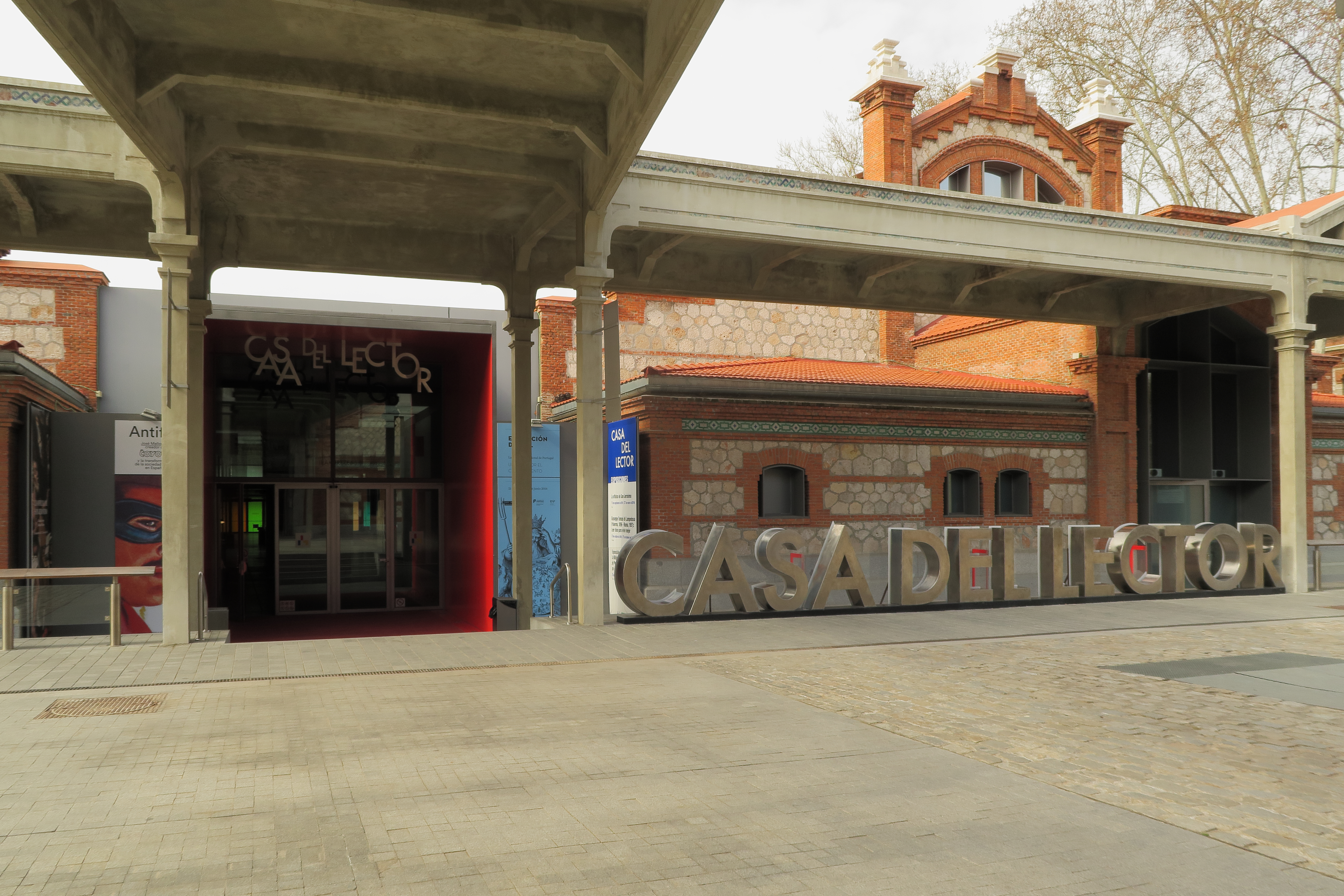
Casa del Lector, en Matadero

Casa del Lector es un centro cultural que depende de la Fundación Germán Sánchez Ruipérez, una institución española sin fines de lucro, reconocida por el Ministerio de Cultura de España, y constituida en octubre de 1981. Casa del Lector tiene como objetivo principal hacer de los lectores y la lectura sus protagonistas fundamentales. Un centro donde se fomentará el experimento con la lectura, sus nuevas manifestaciones, su promoción o la formación de sus intermediarios.
Casa del Lector es un espacio dirigido a todos los públicos con actividades culturales de todo tipo, exposiciones, conferencias, cursos formativos, talleres de creación, ciclos de música, cine y artes escénicas, que junto a investigaciones aplicadas, contribuirán a la consecución de un lector que comprende, que valora, asimila, comparte e interpreta el mundo, la sociedad y su tiempo.
El patronato de la Fundación Germán Sánchez Ruipérez decidió, en julio de 2010, el nombramiento del escritor y exministro de Cultura, César Antonio Molina, como director de Casa del Lector. 
Con una superficie total superior a los ocho mil metros cuadrados, Casa del Lector ocupará el espacio perteneciente a las naves 13 y 14, el de conexión entre estas dos naves, la nave 17b y parte de la nave 17c (tres crujías) en el espacio Matadero Madrid.

## El Espacio
El proyecto arquitectónico
Para la realización del proyecto arquitectónico de Casa del Lector, y de acuerdo con el Ayuntamiento de Madrid, se invitó a cinco estudios de arquitectos a participar en el concurso inicial de ideas, siendo finalmente elegida la propuesta de Antón García-Abril (Ensamble Studio), arquitecto y responsable de la ejecución de toda la infraestructura arquitectónica.
La comunicación se basa en el principio de conectividad. Conectar personas, ideas, espacios y lugares. Y esta es la esencia del diseño que Antón García-Abril ha plasmado en Casa del Lector, un proyecto que es capaz de integrar la actividad futura de investigación, educación y comunicación con la esencia del espacio, construyendo por tanto en la ciudad de Madrid un centro inédito de creación en torno a la lectura.
Los diversos espacios de Casa del Lector se acogen en las naves 13, nave 14, espacio de conexión entre estas dos naves, nave 17b y tres crujías de la nave 17c, con una superficie total de 8.000 m². Matadero Madrid ofrece un entorno previo, unas grandes naves de estructuras industriales, cuyo orden impone las claves bajo las cuales se diseña Casa del Lector. 
Conectar transversalmente las dos naves fue la primera acción que se resolvió trazando puentes; y provocando el encuentro entre las dos estructuras, la previa de la nave, de corte longitudinal, frágil y vertical, con la incisión transversal de las vigas de hormigón pretensado, que confrontan su naturaleza pesada, horizontal y lineal. Es en la conexión ente las dos estructuras donde surge la conectividad que crea la comunicación entre el edificio y el lector, que percibirá un espacio único a doble altura, una doble escala, entre el gran espacio continuo del plano del suelo de la nave y las líneas de los puentes por las que se transita entre las naves que se asientan al borde del río Manzanares. Las dos estructuras se confrontan, se comparan, y se enriquecen mutuamente. Se necesitan como los interlocutores de un diálogo. Esta conectividad permite leer el espacio nuevo de Casa del Lector, y que las ideas que se desarrollen ayuden a crear el lugar de la ciudad donde nuevos ciudadanos, nuevos lectores se encuentren.